# Tecnam P2006T
Le Tecnam P2006T est le premier bimoteur léger conçu par le constructeur aéronautique italien Tecnam. Il a fait son premier vol en 2007.

## Description
Le P2006T est un quadri-places équipé de deux moteurs Rotax 912S de 100 ch, d'hélices à pas variable ainsi que d'un train d'atterrissage rétractable. Le P2006T est certifié CS-23 par l'Agence Européenne de Sécurité Aérienne en 2009. La certification FAR Part 23 est acquise en 2010.
Le P2006T dispose d'une porte avant-gauche et d'une porte arrière-droite pour les passagers.

## Histoire
Le premier P2006T à voler aux États-Unis (sous le numéro d'immatriculation italien I-PTFA) est équipé d'un glass-cockpit Garmin G950.
En 2016, la NASA acquiert un P2006T pour en faire un banc d'essai d'avion électrique baptisé NASA X-57 Maxwell. Elle remplace chacun des 2 moteurs thermiques par 9 moteurs électriques mais le programme est arrêté en 2023 sans qu'il effectue de vol.
Le 400e exemplaire est livré en février 2024

## Modèles
P2006T
Modèle original de 2007.
P2006T NG
Moteurs Rotax 912iSc3, avionique Garmin G1000NXi, ajout d'une porte avant-droite, fenêtres latérales plus grandes. 2024.

## Accidents
Le 2 septembre 2010, un P2006T s'est écrasé lors d'une remise des gaz près de Freistadt en Haute-Autriche. Un élève-pilote et l'instructeur ont été tués.
Le 11 mars 2011, un P2006T s'est écrasé lors du décollage à l'aéroport de Vassilkov en Ukraine. Les quatre occupants ont été tués.
Le 14 juillet 2020, un P2006T s'est écrasé lors d'une manœuvre à proximité de l'aéroport de Bydgoszcz en Pologne. Les deux occupants, une élève-pilote et son instructeur ont trouvé la mort.

## Opérateurs étatiques et militaires

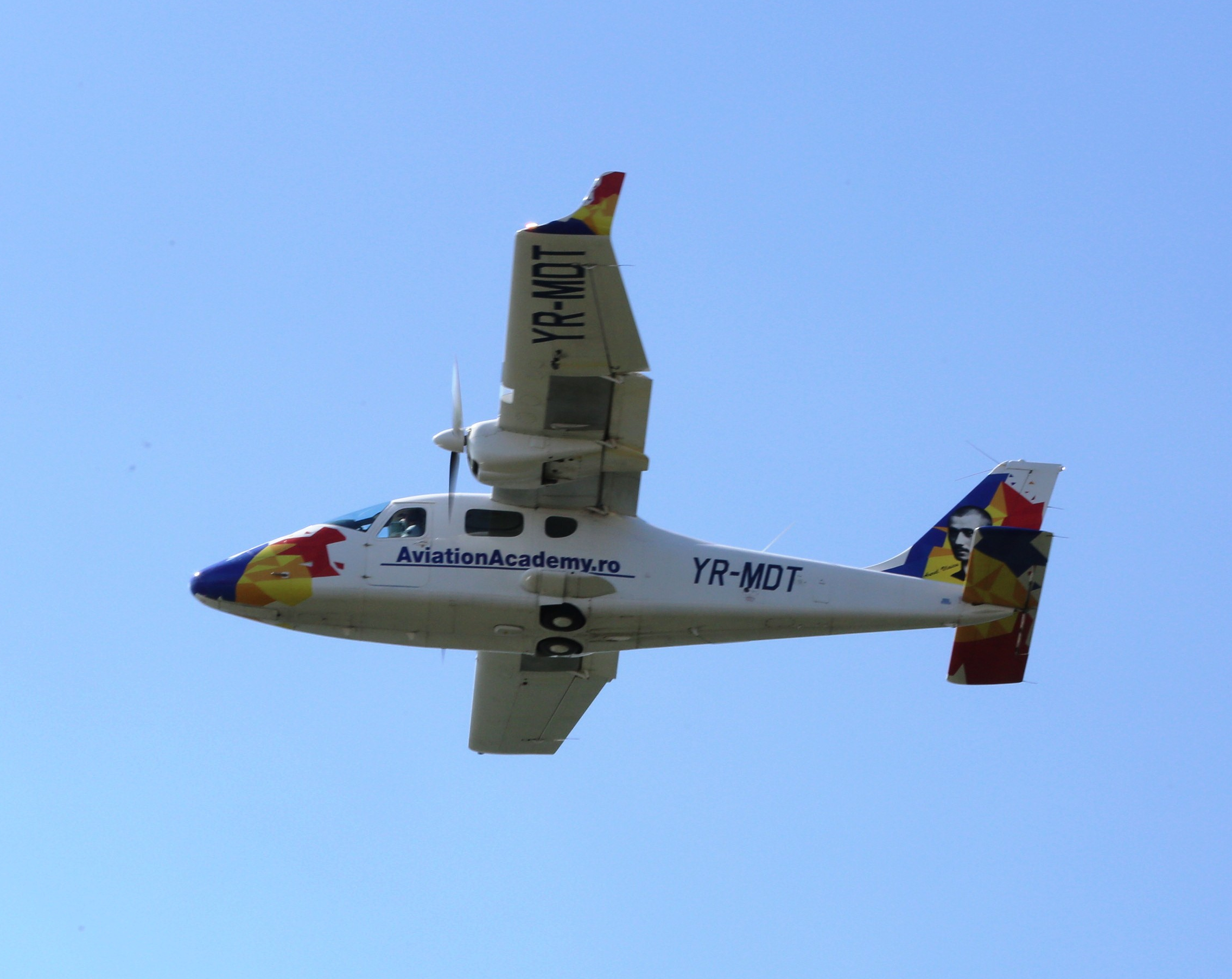
Tecnam P2006T de l'académie d'aviation roumaine

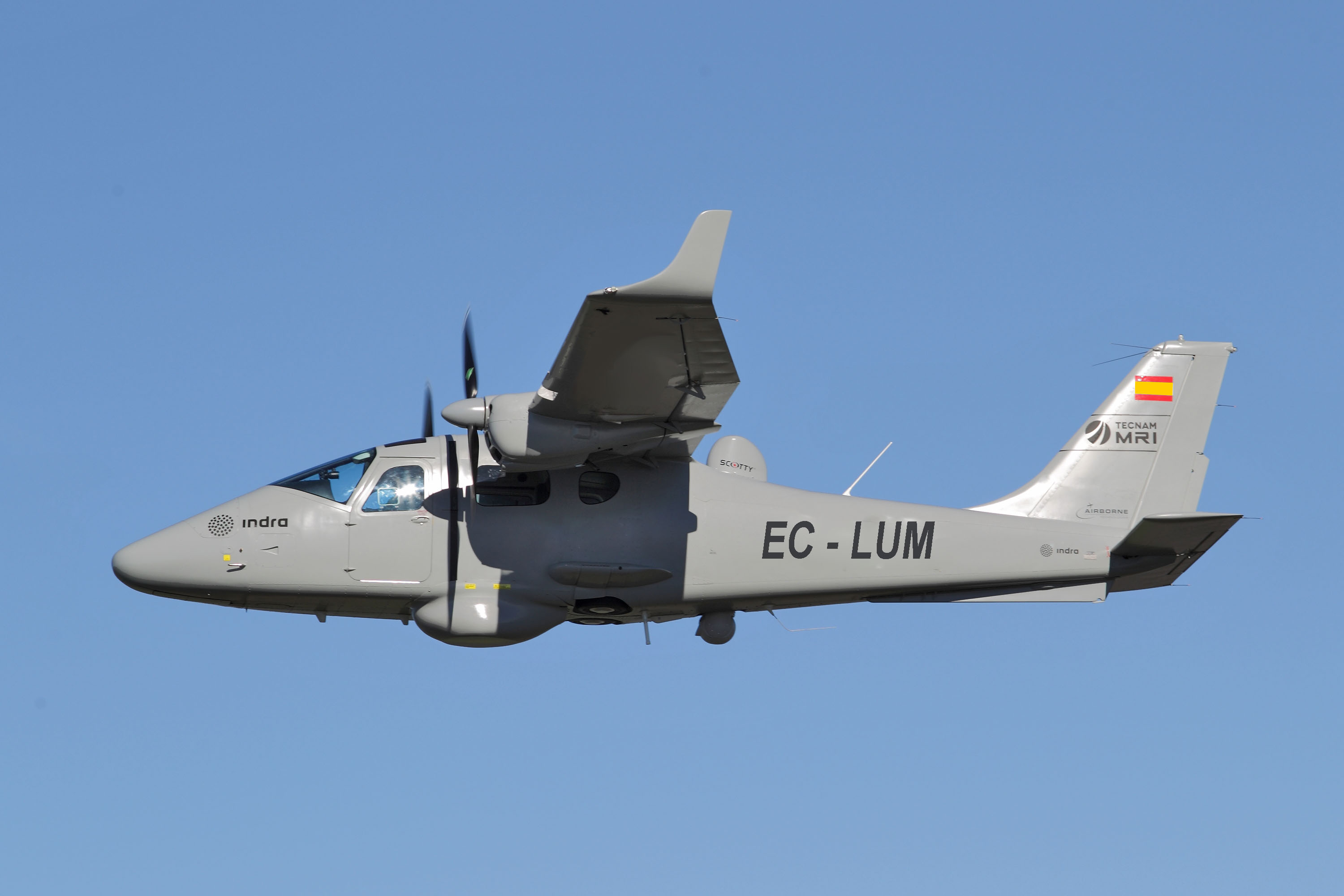
P2006T MRI, version militaire d' Indra du Tecnam P2006T

République dominicaine
- Force aérienne dominicaine[4]

 Espagne
- Guardia Civil[5] comme avion de patrouille maritime

 Inde
- Air Taxi[6]

 Roumanie
- Romanian Aviation Academy[7]

 Italie
- Aeronautica Militare - 3 avions en location[8]